# Hoplophorus
Hoplophorus é um gênero extinto da família dos Clamiforídeos, uma das duas famílias de tatus. A única espécie conhecida foi H. euphractus, encontrada nos depósitos do Pleistoceno em Minas Gerais, Brasil.